# 祖父江町
祖父江町（そぶえちょう）は、かつて愛知県中島郡にあった町。2005年（平成17年）4月1日、隣接する平和町とともに稲沢市へ編入された。
西側にある岐阜県との県境を木曽川が流れており、岐阜県羽島市及び海津市（旧海津郡海津町）と境界を接していた。銀杏（ギンナン）の生産量は日本一である。

## 名称の由来
酸化鉄を含む赤茶色の水が流れる川があり、現在も大雨の後に名残が見られる。この赤茶色の水を「そぶ水」と呼んだことが祖父江という名称の由来とされている。

## 地理
祖父江町は木曽川の傍流に取り巻かれた土地であり、西部は木曽川の本流に面している。河川に囲まれる土地柄であり、輪中や水屋といった特殊な地形や建物が築かれた。東部は日光川が稲沢市との境界となっていた。また、町の中央を領内川が流れている。天気が良いと北西に伊吹山が見える。
町内にある国営木曽三川公園「ワイルドネイチャープラザ」、県営木曽川祖父江緑地公園、市営祖父江ワイルドネイチャー緑地という三つの公園を総称してサリオパーク祖父江という。木曽川祖父江緑地公園の近くには木曽川によって作られた河畔砂丘である祖父江砂丘があり、合併後も10月中旬に稲沢サンドフェスタというイベントが行われている。

### 河川
- 木曽川
- 日光川
- 領内川

## 歴史
| 愛知県の人口上位自治体（1921年末） | 愛知県の人口上位自治体（1921年末） | 愛知県の人口上位自治体（1921年末） | 愛知県の人口上位自治体（1921年末） | 愛知県の人口上位自治体（1921年末） | 愛知県の人口上位自治体（1921年末） |
| #                                  | 自治体                             | 人口                               | #                                  | 自治体                             | 人口                               |
| ---------------------------------- | ---------------------------------- | ---------------------------------- | ---------------------------------- | ---------------------------------- | ---------------------------------- |
| 1                                  | 名古屋市                           | 633,274                            | 11                                 | 渥美郡高師村                       | 14,405                             |
| 2                                  | 豊橋市                             | 65,033                             | 12                                 | 丹羽郡古知野町                     | 13,965                             |
| 3                                  | 岡崎市                             | 41,684                             | 13                                 | 渥美郡田原町                       | 13,831                             |
| 4                                  | 一宮市                             | 30,558                             | 14                                 | 海部郡津島町                       | 13,772                             |
| 5                                  | 東春日井郡瀬戸町                   | 23,092                             | 15                                 | 中島郡祖父江町                     | 13,300                             |
| 6                                  | 碧海郡安城町                       | 19,607                             | 16                                 | 西加茂郡挙母町                     | 12,317                             |
| 7                                  | 知多郡半田町                       | 17,141                             | 17                                 | 渥美郡福江町                       | 12,256                             |
| 8                                  | 幡豆郡西尾町                       | 15,511                             | 18                                 | 宝飯郡蒲郡町                       | 12,120                             |
| 9                                  | 知多郡亀崎町                       | 15,170                             | 19                                 | 東春日井郡小牧町                   | 12,101                             |
| 10                                 | 幡豆郡一色町                       | 15,114                             | 20                                 | 碧海郡矢作町                       | 11,345                             |

江戸の宝暦時代に行われた宝暦治水、明治時代にヨハニス・デ・レーケが行った三川分流工事などが町史に載っている。

### 沿革
- 1889年（明治22年）10月1日 - 町村制施行により中島郡下祖父江村、三拾町野村の区域をもって祖父江村が成立。
- 1896年（明治29年）8月17日 - 町制を施行し、祖父江町となる[2]。
- 1906年（明治39年）5月10日 - 牧川村・丸甲村・山崎村・領内村と新設合併し、改めて祖父江町が発足。
- 1916年（大正5年）1月11日 - 中島郡祖父江町立実習補習学校（後の愛知県立祖父江高等学校）が設立される[2]。
- 1956年（昭和31年）9月30日 - 長岡村を編入。
- 1971年（昭和46年） - 町役場が新築される[2]。
- 1979年（昭和54年） - 『祖父江町史』刊行[2]。
- 2005年（平成17年）4月1日 - 祖父江町と平和町が稲沢市に編入される。同日祖父江町廃止。

## 行政

### 歴代町長
- 友松隆利

## 経済

### 銀杏の生産
伊吹おろしに対する防風林と銀杏（ギンナン）の食用を兼ねて、祖父江町にはイチョウが多数植えられている。1900年ごろからは商業的な銀杏の生産が盛んとなり、品質の高さを求めて品種改良も行われている。銀杏は接ぎ木で増やすため、現在も親しまれている藤九郎などの品種は祖父江町発祥とされる。それにちなんで、遅くとも2002年（平成14年）にはそぶえイチョウ黄葉祭りが初開催されている。祖父江町には樹齢100年を越えるイチョウが多数ある。

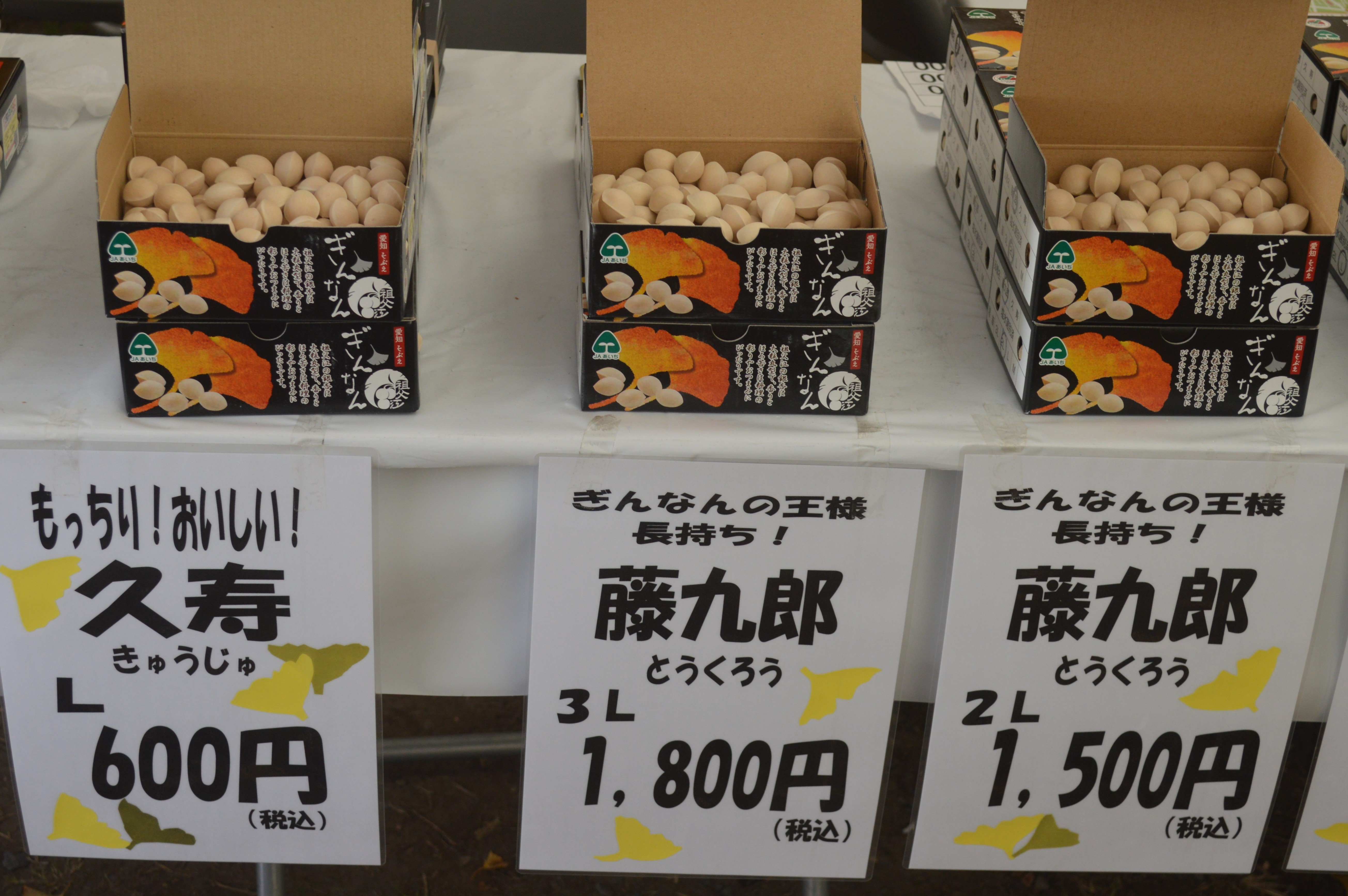
販売される銀杏
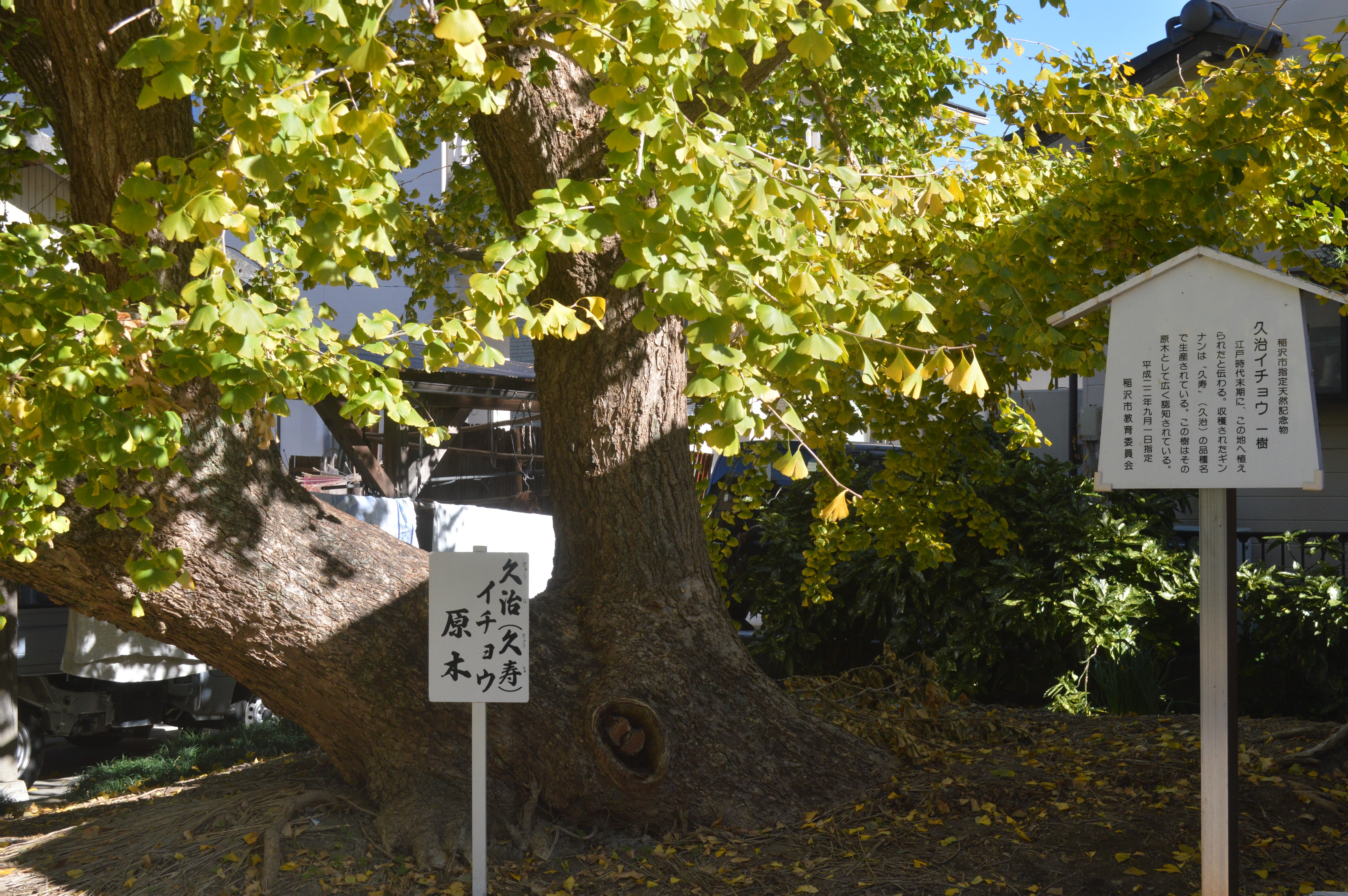
久治イチョウの原木

### 特産品
- ジュウロクササゲ[4]
- 銀杏（ギンナン）
- 内藤醸造 - 日本酒や焼酎を生産。

## 教育

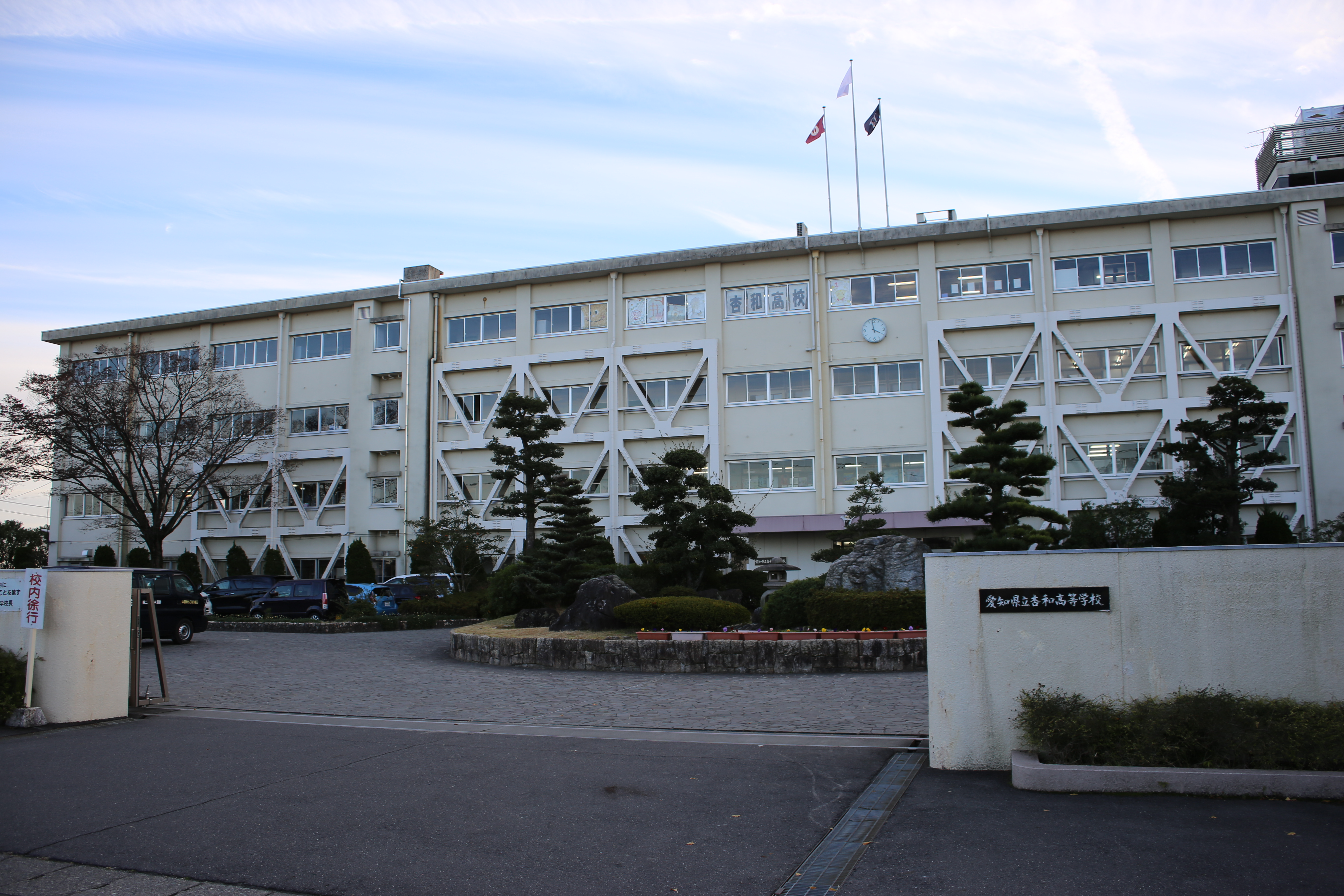
愛知県立杏和高等学校

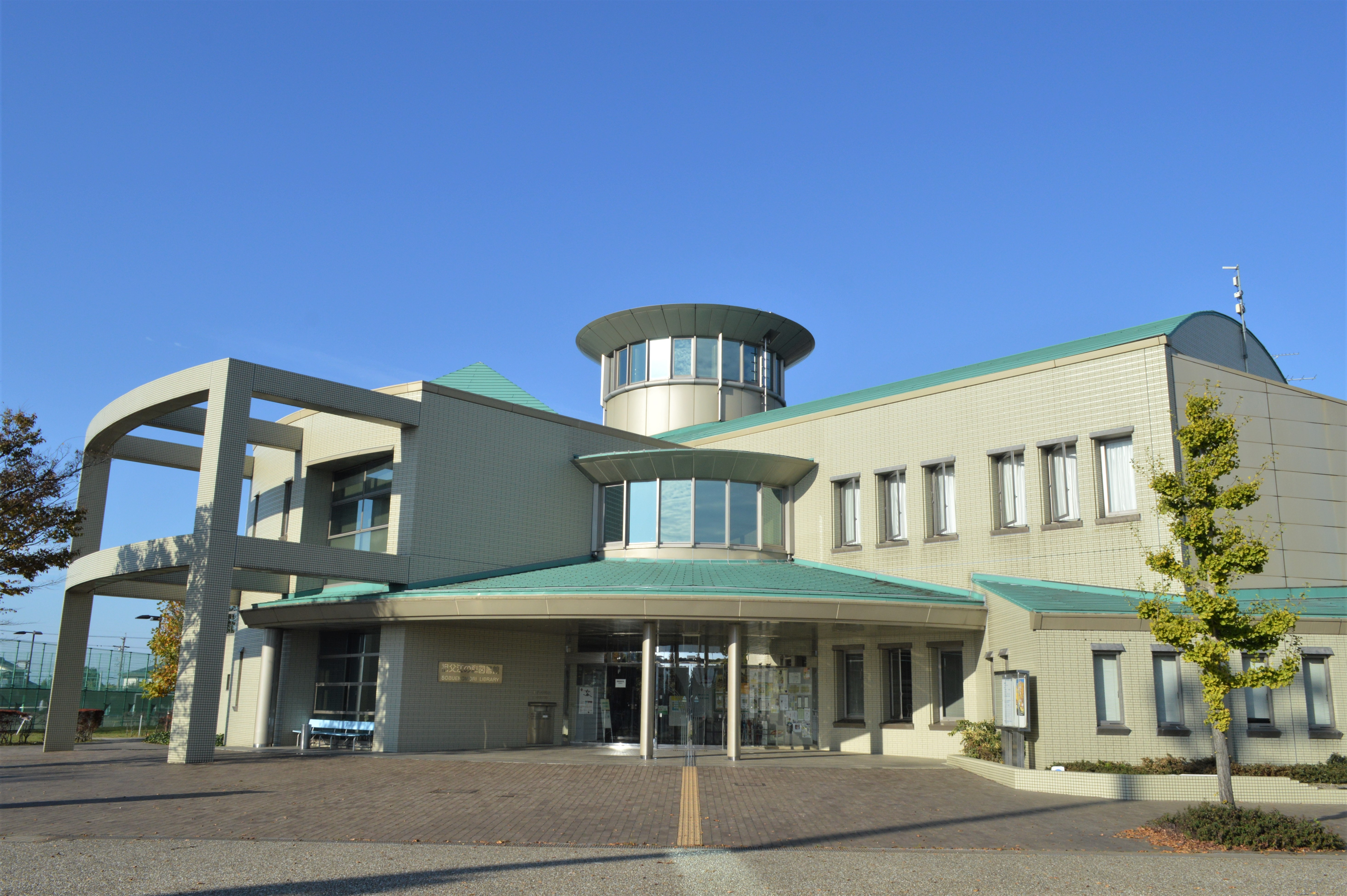
祖父江町中央図書館

### 高校
- 愛知県立杏和高等学校
  - 愛知県立祖父江高等学校と愛知県立平和高等学校が合併し、2005年に杏和高校が誕生した。「杏和」（きょうわ）という名は、祖父江町の名産品である銀杏と平和町に由来する。また、校章にあしらわれた「KHS」の文字には「Kyowa High School」のほか「KYOWA・HEIWA・SOBUE」の意味もなす。

### 中学校
- 祖父江町立祖父江中学校

### 小学校
- 祖父江町立丸甲小学校
- 祖父江町立山崎小学校
- 祖父江町立祖父江小学校
- 祖父江町立長岡小学校
- 祖父江町立牧川小学校
- 祖父江町立領内小学校

### 社会教育
- 祖父江町中央図書館
- 祖父江町郷土資料館

## 交通

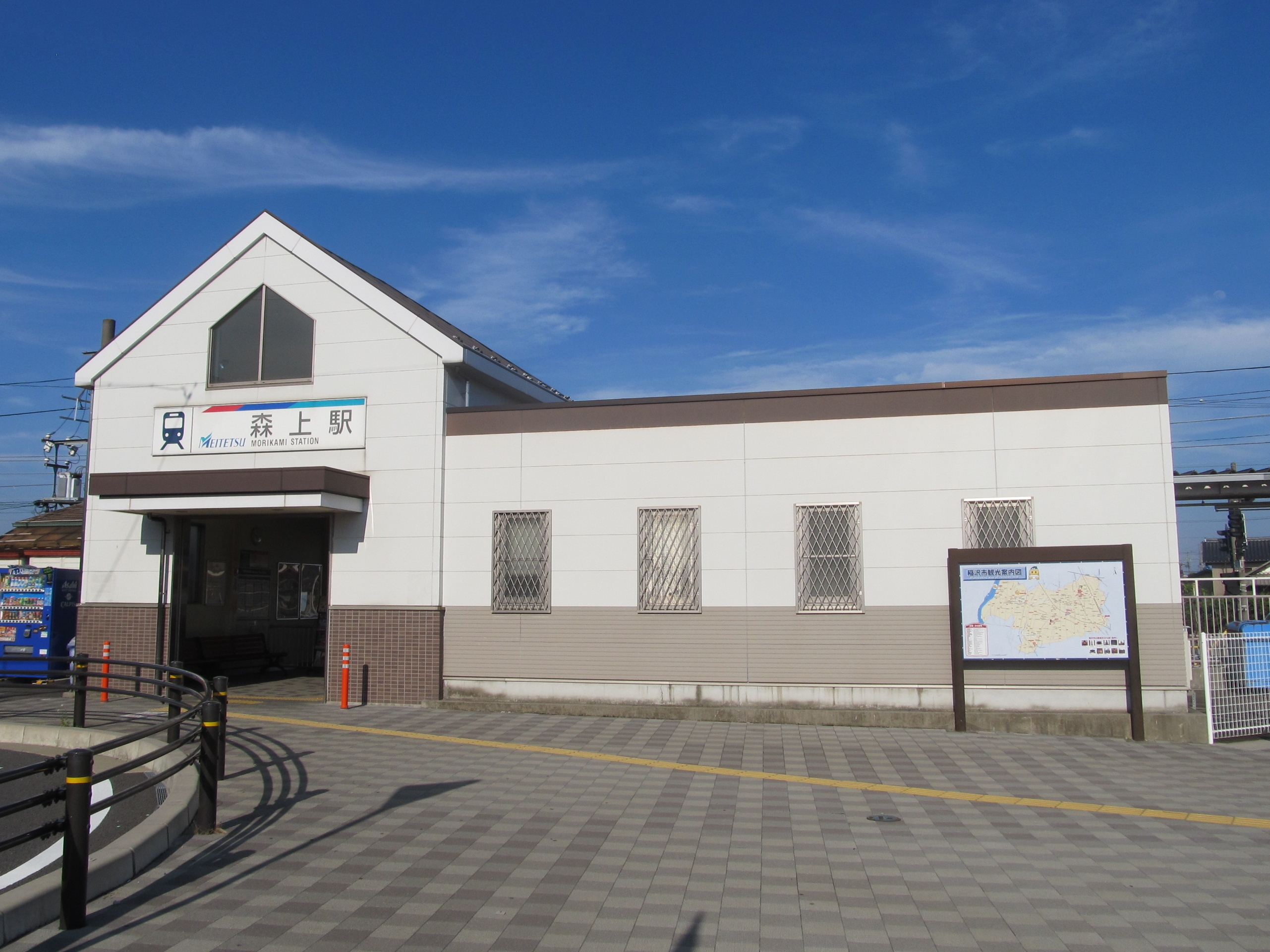
名鉄尾西線森上駅

### 鉄道
- 名古屋鉄道
  - 尾西線：丸渕駅 - 上丸渕駅 - 森上駅 - 山崎駅

### 道路
町内に国道は通っていなかった。
- 主要地方道
  - 愛知県道67号名古屋祖父江線
- 一般県道
  - 愛知県道129号尾西津島線
  - 愛知県道130号馬飼井堀線
  - 愛知県道133号稲沢祖父江線
  - 愛知県道134号桑原祖父江線
  - 愛知県道512号八開稲沢線
- 大規模自転車道
  - 尾張サイクリングロード

## 娯楽
- 新豊座 - 映画館[5]。

## 名所・旧跡
- 布智神社
- 善光寺東海別院
- 祐専寺
- 正琳寺
- サリオパーク祖父江

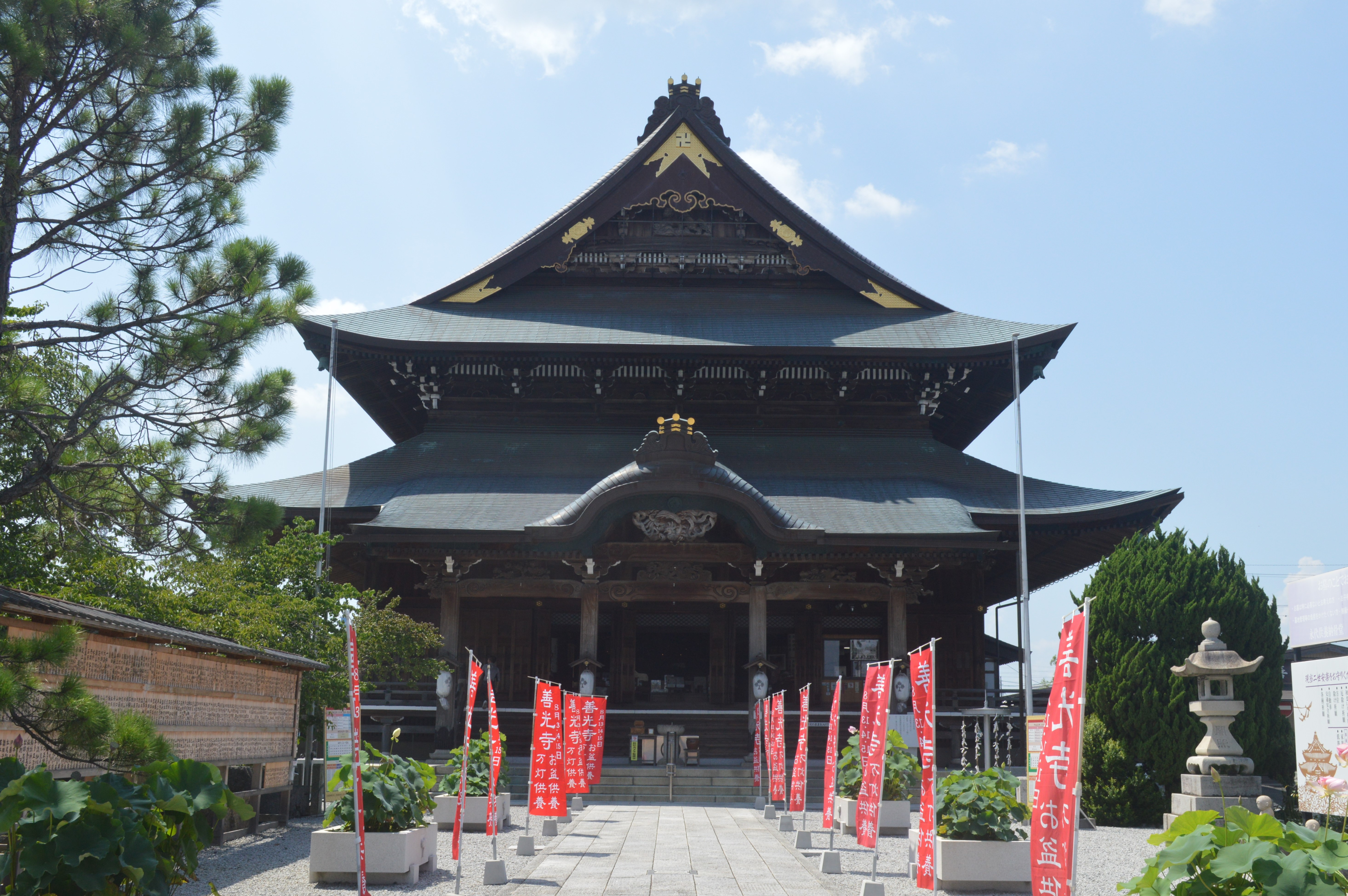
善光寺東海別院

  - 国営木曽三川公園「ワイルドネイチャープラザ」
  - 愛知県営木曽川祖父江緑地公園
  - 祖父江ワイルドネイチャー緑地

## 祭事・催事
- そぶえイチョウ黄葉まつり
- 稲沢サンドフェスタ

## 出身著名人
- 柳野かなた - ライトノベル作家。
- 坂田亘 - プロレスラー。
- 新妻聖子 - 女優・歌手。
- 冨田和音 - 稲沢市議会議員。CBCテレビアナウンサー。